# Автошлях Т 2533
Автошля́х Т 2533 — автомобільний шлях територіального значення у Чернігівській області. Пролягає територією Семенівського та Новгород-Сіверського районів через Семенівку — Костобобрів — Чайкине до перетину з Н27. Загальна довжина — 59,6 км. Відповідно до постанови Кабінету Міністрів України від 30 січня 2019 року шлях був скасований, він увійшов до складу новоутвореного шляху регіонального значення Р83.

## Маршрут
Автошлях проходить через такі населені пункти:
| Автошлях Т 2533           |           |
| Чернігівська область      |           |
| Семенівський район        |           |
| Семенівка                 | Р65Т 2512 |
| Залізний Міст             |           |
| Архипівка                 |           |
| Сергіївське               |           |
| Костобобрів               |           |
| Новгород-Сіверський район |           |
| Чайкине                   |           |
| Буда-Вороб'ївська         |           |
| Бучки                     |           |
| Михальчина-Слобода        |           |
| Н27                       |           |